# 異鰭銼甲鯰
異鰭銼甲鯰，為輻鰭魚綱鯰形目甲鯰科的其中一種，為熱帶淡水魚，分布於南美洲巴西瑪瑙斯亞馬遜河流域，體長可達13.3公分，棲息在底層水域，生活習性不明。

## 扩展阅读
維基物種上的相關：異鰭銼甲鯰